# Pettorazza Grimani
Pettorazza Grimani település Olaszországban, Veneto régióban, Rovigo megyében. Lakosainak száma 1445 fő (2023. január 1.). Pettorazza Grimani Cavarzere, Adria és San Martino di Venezze községekkel határos.

## Népesség
A település lakossága az elmúlt években az alábbi módon változott:
| Lakosok száma | 1594 | 1559 | 1445 |
|               | 2017 | 2018 | 2023 |